# Parafia św. Jana Chrzciciela w Jaszkowej Dolnej
Parafia św. Jana Chrzciciela – parafia w Jaszkowej Dolnej, znajdująca się w dekanacie kłodzkim w diecezji świdnickiej.

## Historia
Pierwsza wzmianka o proboszczu parafii w Jaszkowej (plebanus de Henigsvila) pochodzi z 1358 r. Wspomniano go w dokumentach znajdujących się współcześnie w postaci manuskryptu w bibliotece archidiecezji praskiej, której parafia podlegała. Miejscowa parafia należała do dekanatu, wchodzącego w skład archidiakonatu hradeckiego. W wyniku wojen śląskich (1740–1763) hrabstwo kłodzkie znalazło się pod panowaniem pruskim, jednak pomimo zmiany granic państwowych ziemia kłodzka należała do archidiecezji praskiej. W 1810 r. władze pruskie utworzyły królewski urząd dziekański na czele z wielkim dziekanem (niem. Großdechant), którym miał być każdorazowo dziekan kłodzki. Arcybiskupi prascy zaakceptowali fakty dokonane, uznając powstanie Wielkiego dekanatu kłodzkiego.
Po zakończeniu II wojny światowej ziemia kłodzka w 1945 r. została decyzją mocarstw przyłączona do Polski. Papież Paweł VI bullą Episcoporum Poloniae coetus powołał 28 czerwca 1972 pełnoprawne jednostki administracyjne Kościoła katolickiego na ziemiach zachodnich i północnych. Ziemia kłodzka została formalnie wyłączona z archidiecezji praskiej i włączona w skład odnowionej archidiecezji wrocławskiej. Na terenie dawnego wielkiego dekanatu utworzono cztery mniejsze a parafia św. Jana Chrzciciela została podporządkowana dziekanowi kłodzkiemu.

## Kościół parafialny
Pierwszy kościół parafialny z XIV w., którego ocalałe prezbiterium stoi na miejscowym cmentarzu, należał do najstarszych na ziemi kłodzkiej. W XIX w. kościół był dwukrotnie zniszczony wskutek uderzenia pioruna, spaliła się wieża, chór i organy.
Po wielu remontach ks. Robert Brauner postanowił rozpocząć budowę nowego kościoła, zamiar ten został zatwierdzony przez pruskie władze państwowe. Od 1901 zbierano środki finansowe i materiały. Kamień węgielny położono 18 czerwca 1903 r., a już w 1904 r. ukończono bryłę kościoła, do zagospodarowania i wyposażenia pozostało wnętrze.
Konsekracja nowego kościoła pw. św. Jana Chrzciciela przez arcybiskupa praskiego i prymasa Czech kard. Lva Skrbenskýego z Hříště nastąpiła 7 października 1905 r. W kościele zachowała się tablica pamiątkowa tego wydarzenia. Wnętrze kościoła urządził ks. Juliusz Knittel – ostatni niemiecki proboszcz.

## Proboszczowie
Do 1945 (wybór)
- ks. Ernst Mandel (1883–1901), od 1889 także wielki dziekan kłodzki i wikariusz arcybiskupi dla wiernych hrabstwa kłodzkiego[6]
- ks. Robert Brauner (1901–1935)[7]
- ks. Julius Knittel

Od 1945
- ks. Jan Kania
- ks. Czesław Łagodziński
- ks. Augustyn Nazimek
- ks. Karol Gardulski
- ks. Andrzej Walerowski
- ks. Dariusz Strzelecki
- ks. Ireneusz Kulig

Źródło